# Somalische Fußballnationalmannschaft
Die somalische Fußballnationalmannschaft (Somali Kooxda Qaranka Soomaaliya, arabisch الاتحاد الصومالي لكرة القدم) repräsentiert den ostafrikanischen Staat Somalia im Fußball.
Somalia trägt schon seit Anfang der 1960er Jahre, der Zeit nach der Staatsgründung, Länderspiele aus. Dabei ist bemerkenswert, dass ein offizieller Verband schon seit 1951 existiert, als das Land noch in Britisch-Somaliland und das Treuhandgebiet Italienisch-Somaliland geteilt war. Die ersten Länderspiele verlor Somalia alle überaus deutlich.
Somalia besaß nie eine große Fußballnationalmannschaft, Siege sind auch heute noch selten. Das Land hat noch nie an einer Afrika- oder Weltmeisterschaft teilgenommen.

## Turniere

### Weltmeisterschaft
- vor 1982: nicht teilgenommen
- 1982: nicht qualifiziert
- 1986 bis 1998: nicht teilgenommen
- 2002 bis 2022: nicht qualifiziert

### Afrikameisterschaft
- 1957 bis 1968: nicht teilgenommen
- 1970: zurückgezogen
- 1972: nicht teilgenommen
- 1974: nicht teilgenommen
- 1976: nicht qualifiziert
- 1978: nicht qualifiziert
- 1980: zurückgezogen
- 1982: nicht teilgenommen
- 1984 bis 1988: nicht qualifiziert
- 1990 bis 2004: nicht teilgenommen
- 2006: nicht qualifiziert
- 2008: nicht teilgenommen
- 2010: nicht qualifiziert
- 2012 bis 2022: nicht teilgenommen
- 2024 bis 2025: nicht qualifiziert

### Afrikanische Nationenmeisterschaft
- 2009: nicht teilgenommen
- 2011: nicht qualifiziert
- 2014: nicht teilgenommen
- 2016: nicht teilgenommen
- 2018: nicht qualifiziert
- 2021: nicht qualifiziert
- 2023: nicht qualifiziert

### Ost-/Mittelafrikameisterschaft
- 1973: – Vorrunde
- 1974: – Vorrunde
- 1975: – Teilnahme unbekannt
- 1976: – Vorrunde
- 1977: – Vorrunde
- 1978: – Vorrunde
- 1979: – nicht teilgenommen
- 1980: – Vorrunde
- 1981: – Teilnahme zurückgezogen
- 1982: – nicht teilgenommen
- 1983: – Vorrunde
- 1984: – Vorrunde
- 1985 bis 1992: – nicht teilgenommen
- 1994: –  Vorrunde
- 1995: –  Vorrunde
- 1996: – nicht teilgenommen
- 1999 bis 2002 : –  Vorrunde
- 2003: –  nicht teilgenommen
- 2004 bis 2013: –  Vorrunde
- 2014: –  nicht teilgenommen
- 2015: –  Vorrunde
- 2016: –  nicht teilgenommen
- 2017: –  zurückgezogen
- 2018: –  nicht teilgenommen
- 2019: –  Vorrunde
- 2021: –  nicht teilgenommen (als U-23-Meisterschaft ausgetragen)

## Trainer
- Mohamed Farayare (2010)
- Yousuf Adam Mahmoud (2010)
- Alfred Imonje (2011)
- Sam Ssimbwa (2011–2013)
- Callum Cawkwell (2013–2014)
- Sam Ssimbwa (2014–2015)
- Charles Livingstone Mbabazi (2015)
- Haruna Mawa (2016–2019)
- Bashir Hayford (2019)
- Said Abdi Haibeh (2019–2021)
- Abdellatif Salef (2021)
- Salad Farah Hassan (2021)
- Pieter de Jongh (2022)
- Rachid Lousteque (seit 2022)

## Länderspiele
- Liste der Länderspiele der somalischen Fußballnationalmannschaft